# Ematheudes convexus
Ematheudes convexus är en fjärilsart som beskrevs av Shaffer 1997. Ematheudes convexus ingår i släktet Ematheudes och familjen mott. Inga underarter finns listade i Catalogue of Life.